# Casa Edward S. Harkness
La Casa Edward S. Harkness, ubicada en 1 East 75th Street y Fifth Avenue, es una mansión en el Upper East Side de Manhattan en la ciudad de Nueva York. Fue construido entre 1907 y 1908 para Edward Harkness por James Gamble Rogers, director de la firma Hale & Rogers.
La Comisión de Preservación de Monumentos Históricos de la Ciudad de Nueva York designó la casa como monumento histórico en 1967. Su informe de designación describió el edificio como "una residencia imponente al estilo de un palacio del Renacimiento italiano". Hoy el Commonwealth Fund, fundado por Harkness y su madre, tiene su sede allí.